# Tyloptera
Tyloptera là một chi bướm đêm thuộc họ Geometridae.